# Yummy (canción de Justin Bieber)
«Yummy» (en español «Delicioso») es una canción del cantante canadiense Justin Bieber. Fue lanzada el 3 de enero de 2020 a través de Def Jam Recordings como el sencillo principal de su próximo quinto álbum de estudio, Changes (2020). Esta es la primera canción que lanza Bieber después de un hiato de tres años.

## Antecedentes y promoción
El 23 de diciembre de 2019, Bieber publicó a través de redes sociales una publicación de una foto de él en frente de un piano, seguida de otra publicación con una imagen que decía «mañana». El anunció finalmente la canción un día después a través de un video/tráiler publicado en su canal de YouTube.
En el día del lanzamiento de "Yummy", Bieber se unió a las redes sociales para compartir videos TikTok y publicó un video de él mismo sincronizando los labios con la canción, y alentó a sus fanáticos a hacerlo también. Cuatro días después, Bieber lanzó ediciones limitadas autografiadas de "Yummy", incluyendo un casete, un disco de imágenes de siete pulgadas, seis CD únicos y cinco discos de vinilo únicos de siete pulgadas, disponibles por solo 24 horas. Bieber lanzó cinco videos musicales adicionales para la canción, titulados: "Versión animada", "x drew house, versión animada", "Beliebers React", "Fan Lip Sync", "Food Fight ", y "TikTok Compilation Video" y lanzaron un juego oficial titulado "Yummy".

## Composición
"Yummy" es un sencillo directo de R&B, que avanza con ritmos de pop. La canción contiene una "línea de bajo nítida y teclados". Bieber canta el pre coro mientras golpea su "falsete distintivo" en el puente. Bryan Rolli de la revista Forbes calificó el coro de "seductor", aunque "sin sentido".

## Recepción
Bieber recibió críticas por su excesiva promoción de "Yummy" durante la semana de lanzamiento de la canción, que incluyó el lanzamiento de variantes de CD autografiadas, siete videos diferentes para la canción, interacciones de fanáticos en línea que involucraron a Bieber pidiéndoles a los fanáticos que compraran la canción y el representante de Bieber, Scooter Braun, alentando a los fanáticos a escucharla.  Bieber también publicó un conjunto de imágenes creadas por fans en Instagram, que detalla las instrucciones para los fanáticos sobre el uso de VPN mientras transmite "Yummy", con el fin de inflar las transmisiones de Spotify de Estados Unidos. Que contribuyen a la lista Billboard Hot 100. La publicación también pidió a los fanáticos que crearan listas de reproducción de la canción y la reproduzcan, y que compren la canción varias veces a través de Apple Music y en la tienda en línea de Bieber; Por lo tanto, Bieber recibió más críticas por sus intentos "desesperados" de "manipular" las plataformas de transmisión de música. Los usuarios de las redes sociales lo etiquetaron como "tácticas transparentes" del lado de Bieber para ayudar a "Yummy" a debutar en el número uno del Hot 100, al evitar que "The Box" de Roddy Ricch llegue al primer lugar. La publicación de Instagram se eliminó más tarde.  Sin embargo, "Yummy" debutó  en el número dos en la lista Billboard Hot 100, bloqueado del puesto número uno mientras "The Box" subió al primer lugar. Bieber felicitó a Ricch por obtener su primer éxito en las listas Hot 100.

### Teoría conspirativa
Las personas en TikTok y los usuarios de QAnon en línea han relacionado "Yummy" con Pizzagate, la que alega una red mundial de tráfico de personas y abuso sexual infantil, y llevó a su resurgimiento en Internet en 2020. La conspiración ganó fuerza por primera vez cuando el YouTuber venezolano, DrossRotzank, hizo un video sobre el video musical "Yummy" titulado "El terrorífico mensaje subliminal de Justin Bieber". El video de Rotzank obtuvo 3 millones de visitas en dos días y llevó a "Pizzagate" a convertirse en un tema de tendencia en Twitter en español. Bieber había comercializado inicialmente la canción publicando fotos de bebés y niños pequeños con la palabra "Yummy" en su página de Instagram.  Se alegó que el video musical "Yummy" estaba lleno de simbolismo relacionado con la pedofilia y la trata de niños. En junio de 2020,  los teóricos de la conspiración creen que Bieber dio una señal codificada admitiendo como tal en un video de Instagram Live, donde tocó su gorro después de que se le pidiera que lo hiciera en el chat si era víctima de Pizzagate (sin embargo, no hay indicios) que Bieber vio este comentario.

## Créditos y personal
Créditos adaptados de Tidal.
- Justin Bieber - voz, composición
- Poo Bear - producción, composición
- Kid Culture - producción
- Sasha Sirota - producción, composición
- Ashley Boyd - composición
- Daniel Hackett - composición
- Elijah Marrett-Hitch - asistente de mezcla
- Chenao Wang - asistente de ingeniería de grabación
- Chris «TEK» O'Ryan - ingeniería
- Josh Gudwin - ingeniería, mezcla, producción vocal
- Colin Leonard - maestro de ingeniería

## Posicionamiento en listas
| Lista (2020)                           | Mejor posición |
| -------------------------------------- | -------------- |
| Australia (ARIA)                       | 4              |
| Austria (Ö3 Austria Top 40)            | 5              |
| Bélgica (Flandes) (Ultratop 50)        | 21             |
| Bélgica (Valonia) (Ultratop 50)        | 19             |
| Brasil (Top 100 Brasil)                | 71             |
| Canadá (Canadian Hot 100)              | 3              |
| Colombia (National-Report)             | 49             |
| Croacia (HRT)                          | 60             |
| Dinamarca (Tracklisten)                | 2              |
| República Dominicana (SODINPRO)        | 25             |
| Ecuador (National-Report)              | 9              |
| Estonia (Eesti Ekspress)               | 13             |
| Finlandia (OFC)                        | 11             |
| Francia (SNEP)                         | 21             |
| Alemania (Media Control AG)            | 15             |
| Islandia (Tonlist)                     | 14             |
| Israel (Media Forest)                  | 10             |
| Italia (FIMI)                          | 10             |
| Japón (Japan Hot 100)                  | 18             |
| Malasia (RIM)                          | 2              |
| Países Bajos (Dutch Top 40)            | 18             |
| Países Bajos (Mega Single Top 100)     | 7              |
| Nueva Zelanda (Recorded Music NZ)      | 1              |
| Noruega (VG-lista)                     | 3              |
| Rumania (Airplay 100)                  | 39             |
| Escocia (Scottish Singles Sales Chart) | 16             |
| Singapur (RIAS)                        | 2              |
| Eslovenia (SloTop50)                   | 25             |
| Corea del Sur (Gaon)                   | 104            |
| España (PROMUSICAE)                    | 23             |
| España (Bucle Top 20)                  | 17             |
| Suecia (Sverigetopplistan)             | 6              |
| Suiza (Schweizer Hitparade)            | 3              |
| Reino Unido (UK Singles Chart)         | 5              |
| Estados Unidos (Billboard Hot 100)     | 2              |
| Estados Unidos (Adult Top 40)          | 15             |
| Estados Unidos (Hot R&B/Hip-Hop Songs) | 2              |
| Estados Unidos (Mainstream Top 40)     | 11             |
| Estados Unidos (Rolling Stone Top 100) | 2              |

## Certificaciones
| País           | Organismo certificador | Certificación | Ventas certificadas | Ref.   |
| -------------- | ---------------------- | ------------- | ------------------- | ------ |
| Australia      | ARIA                   | Platino       | 70 000              | [ 64 ] |
| Canadá         | Music Canada           | 2XPlatino     | 160 000             | [ 65 ] |
| Dinamarca      | IFPI Dinamarca         | Oro           | 45 000              | [ 66 ] |
| Francia        | SNEP                   | Oro           | 100 000             | [ 67 ] |
| Estados Unidos | RIAA                   | Oro           | 1 000               | [ 68 ] |
| España         | PROMUSICAE             | Oro           | 20 000              | [ 69 ] |
| Italia         | FMI                    | Oro           | 35 000              | [ 70 ] |
| México         | AMPROFON               | Oro           | 30 000              | [ 71 ] |
| Portugal       | AFP                    | Oro           | 10 000              | [ 72 ] |
| Reino Unido    | IFB                    | Oro           | 40 000              | [ 73 ] |

## Premios y nominaciones
| Año  | Premiación               | Categoría                              | Resultado | Ref.   |
| ---- | ------------------------ | -------------------------------------- | --------- | ------ |
| 2021 | Premios Grammy           | Mejor Interpretación Vocal Pop Solista | Nominado  | [ 74 ] |
| 2021 | iHeartRadio Music Awards | Mejor Videoclip                        | Nominado  | [ 75 ] |

## Historial de lanzamiento
| Región         | Fecha              | Formato                     | Discográfica       | Ref.  |
| -------------- | ------------------ | --------------------------- | ------------------ | ----- |
| Varios         | 3 de enero de 2020 | Descarga digital, Streaming | Def Jam Recordings | [ 2 ] |
| Estados Unidos | 7 de enero de 2020 | Rhytmic Cotemporary radio   | Def Jam Recordings |       |
| Estados Unidos | 7 de enero de 2020 | Hit Contemporary radio      | Def Jam Recordings |       |